# Charles-Emmanuel de Savoie-Nemours

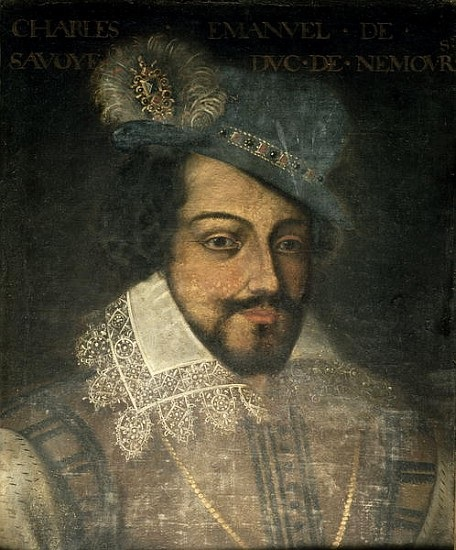
Charles-Emmanuel de Savoie, Anonym, Öl auf Holz, 16. Jahrhundert, Schloss Beauregard, Galerie des Illustres

Charles-Emmanuel de Savoie-Nemours (* 12. Februar 1567 auf Schloss Nanteuil in Nanteuil-le-Haudouin; † 13. August 1595 in Annecy) war Herzog von Genf und Herzog von Nemours von 1585 bis 1595.

## Biografie
Charles-Emmanuel de Savoie war der älteste Sohn von Jacques de Savoie-Nemours, Herzog von Genf und Nemours, und Anne d’Este, durch seine Mutter somit der Halbbruder von Henri I. de Lorraine, duc de Guise und Louis II. de Lorraine-Guise, Erzbischof von Reims, die am 23. bzw. 24. Dezember 1588 auf Schloss Blois ermordet wurden. Da der Herzog von Guise einer der Anführer der Katholischen Liga war, konnte Charles-Emmanuel es kaum vermeiden, in die Intrigen und Auseinandersetzungen der Hugenottenkriege hineingezogen zu werden.
Am 24. November 1588 wurde er zum 13. Gouverneur des Lyonnais ernannt. Nach der Ermordung seiner Halbbrüder im Dezember durch die Männer des Königs Heinrich III. wurde Charles-Emmanuel von den Hugenotten gefangengesetzt, konnte aber entkommen.
Im September 1589 nahm er an der Schlacht von Arques, am 14. März 1590 an der Schlacht von Ivry teil, die für die Liga zur Niederlage geriet. Um den 20. März 1590 wurde er von der Liga zum Gouverneur von Paris ernannt, während die königliche Armee unter der Führung Heinrichs IV. die Stadt belagerte und zwei Mal die Belagerung unterbrach.
Er überwarf sich mit Charles II. de Lorraine, duc de Mayenne, der ebenfalls ein Halbbruder von ihm war, und nach der Niederlage von Ivry eine Verständigung mit Heinrich IV. verfolgte. Am 25. April 1591 wurde Jean François de Faudoas de Sérillac zum neuen Gouverneur von Paris ernannt. Charles-Emmanuel de Savoie zog sich ins Lyonnais zurück, wo er weiterhin Gouverneur war, und das er nun unabhängig von der Krone zu machen suchte. Er wurde von Pierre de Saint-Priest d’Épinac, Erzbischof von Lyon (und sein Vorgänger als Gouverneur von Paris), in der Burg Pierre Scize in Lyon gefangen gesetzt (1593), aber auch diesmal gelang ihm die Flucht (1594). Er versuchte, Lyon zu erobern, was aber vom Connétable de Montmorency verhindert wurde.
Er starb unverheiratet und ohne Nachkommen am 13. August 1595 in Annecy im Alter von 28 Jahren. Sein Bruder Henri I. de Savoie-Nemours, der sich 1594 Heinrich IV. angeschlossen hatte, wurde sein Nachfolger als Herzog von Genf und Nemours.